# 卜内门大楼
卜内门大楼，原为卜内门（帝国化学工业）中国总部大楼，位于上海市黄浦区四川中路133号。大楼外观为英国新古典主义风格，由英国建筑师格雷姆·布朗和温格洛夫负责设计。1994年，该建筑入选第二批上海市优秀历史建筑。

## 建筑
卜内门洋行始建于1922年，占地面积676平房米，总建筑面积为4636平方米，由格雷姆·布朗和温格洛夫共同设计完成。大楼坐西朝东，平面呈正方形，主体结构由钢筋混凝土构造，主立面外观为英国新古典主义仿欧洲文艺复兴风格。
大楼整体外墙采用青水泥进行水刷制成仿石墙面，底楼外墙做成大块石砌方柱。大楼正门外墙则仿制成石砌券形拱门，大门则用古铜色铸铁大门。底楼大门两侧则为券形大落地玻璃窗。自第三层至第五层的中央两侧为科林斯立柱，三层设有一座平台，二层至三层间，则为圆形底柱，底柱下方为扛柱力士阿特拉斯雕塑。另外第三层至第五层的立柱间也有各类人物浮雕。立柱上方为希腊式三角屋顶浮雕。第六层屋檐下方另有传统特色的狮子滚绣球塑像。这类雕塑、立柱均为水泥砌成，体量颇大。第六、七层中部呈内凹型。

### 产权
卜内门最初位于九江路，1921年7月，从事洋碱生意的卜内门洋行中国总部购入位于四川路福州路路口南侧的一块地皮，开工兴建卜内门大楼。1922年，大楼落成竣工。1941年太平洋战争爆发，作为英资企业的卜内门洋行和其资产均由日军征用。战后，卜内门恢复在华的营业。1949年，上海政权易帜，卜内门因业务萎缩而撤离中国。1956年，大楼产业由上海商业储运公司，大楼更名为储运大楼。再后，上海新华书店发行所进驻该楼，并且上海新华书店总店也搬入此楼，之后上海新华传媒股份有限公司于这里组建。

## 周边交通
卜内门大楼地处市中心，周边交通便捷，可换乘公交、地铁、轮渡。
- 公共交通（步行在5分钟内）：中山东一路广东路站、四川中路汉口路站、中山东一路延安路站、河南中路延安东路站
- 轨道交通：南京东路站（步行约8分钟）
- 轮渡：东金线（步行约8分钟）